# Lelov (Žalany)
Lelov (německy Lellowa) je malá vesnice, část obce Žalany v okrese Teplice. Nachází se asi jeden kilometr jižně od Žalan. V roce 2011 zde trvale žilo 57 obyvatel.
Lelov leží v katastrálním území Žalany o výměře 6,34 km².

## Historie
Ačkoliv Lelov mohl vzniknout ve vrcholném středověku, první písemná zmínka o něm pochází z roku 1550, kdy vesnice patřila k hradišťskému panství. Během třicetileté války byl připojen k Teplicím, u nichž zůstal až do konce patrimoniální správy. Po válce ve vsi podle berní ruly z roku 1654 stálo devět obydlených usedlostí, z nichž bylo pět selských.
Jádrem vsi je nevelká náves, okolo které se soustředily větší usedlosti. Její vzhled byl ve druhé polovině dvacátého století nepříznivě ovlivněn demolicí dvou sedlostí na západní straně. Drobnější chalupnická a domkářská zástavba vznikla zejména na východním okraji vesnice.

## Obyvatelstvo
|                                                                 | 1869 | 1880 | 1890 | 1900 | 1910 | 1921 | 1930 | 1950 | 1961 | 1970 | 1980 | 1991 | 2001 | 2011 |
| --------------------------------------------------------------- | ---- | ---- | ---- | ---- | ---- | ---- | ---- | ---- | ---- | ---- | ---- | ---- | ---- | ---- |
| Obyvatelé                                                       | 98   | 138  | 138  | 190  | 203  | 188  | 218  | 143  | 146  | 114  | 95   | 55   | 54   | 57   |
| Domy                                                            | 17   | 20   | 23   | 27   | 26   | 26   | 30   | 34   | .    | 30   | 28   | 30   | 29   | 35   |
| Počet domů z roku 1961 je zahrnut v domech místní části Žalany. |      |      |      |      |      |      |      |      |      |      |      |      |      |      |

## Pamětihodnosti

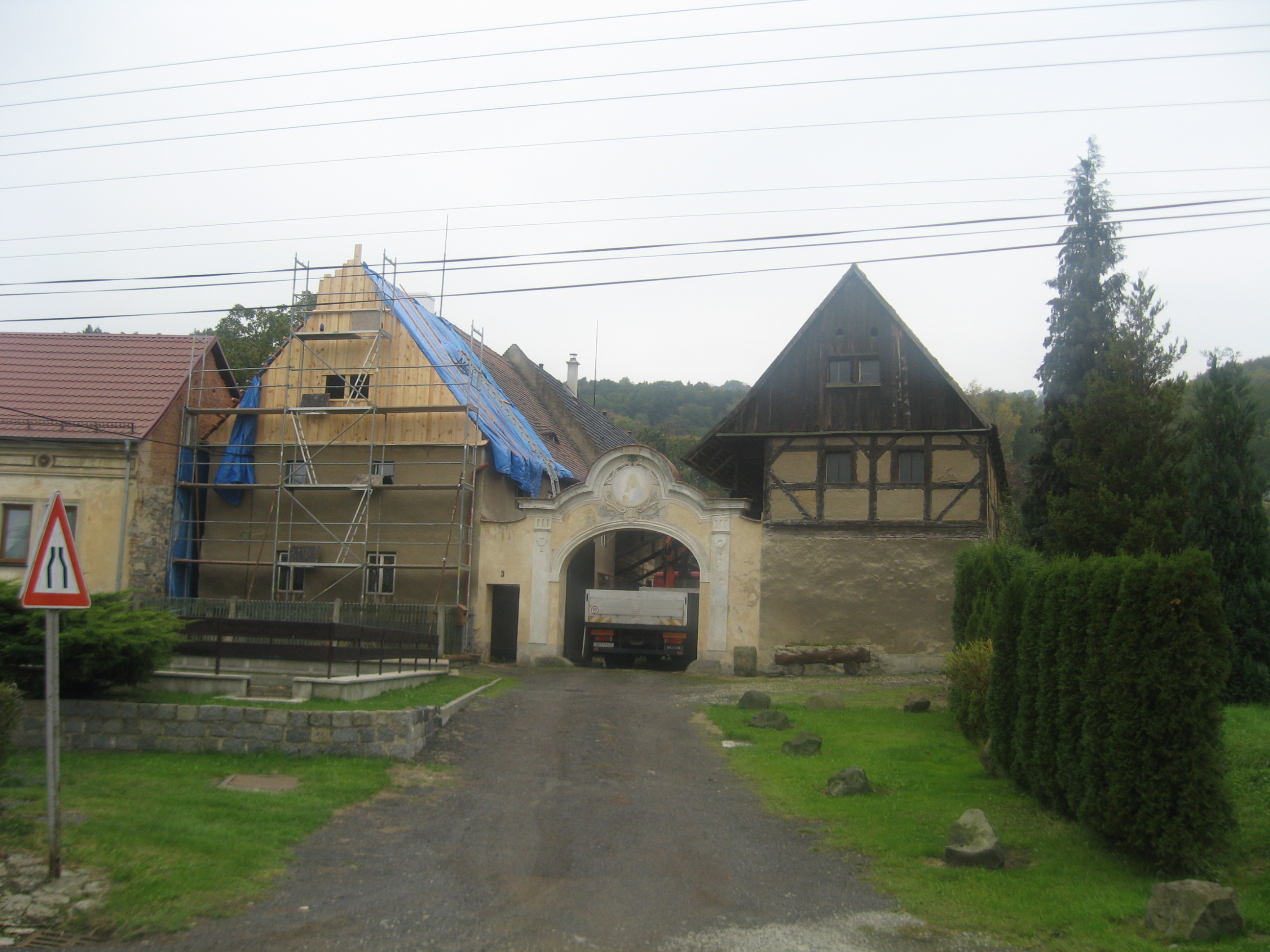
Rekonstrukce usedlosti čp. 3

Nejcennější stavbou lidové architektury z konce osmnáctého století je památkově chráněná usedlost čp. 3. Tvoří ji dům se zděným přízemím, hrázděným patrem a bedněným štítem a sýpka s hrázděným patrem a pavlačí. Mezi nimi je dvůr, do nějž se vjíždí klenutou pozdně barokní bránou z roku 1810. V centru jejího trojlistého nástavce se nachází štuky zdobená kartuš s malbou Panny Marie.
Uprostřed návsi stojí barokní kaple svatého Vojtěcha. Postavena byla v roce 1804, ale stavba zahrnula starší výklenkovou kapli s vyobrazením Nejsvětější Trojice. Patrocinium vychází ze zaniklého obrazu svatého Vojtěcha a dvou nástěnných maleb výjevů ze světcova života. Další dvě nástěnné malby zobrazovaly svatého Jana Nepomuckého.